# Michel Leclère
Michel Leclere (n. 18 martie 1946, Mantes-la-Jolie) este un fost pilot francez de Formula 1 care a evoluat în Campionatul Mondial între anii 1975 și 1976.